# Gorno Ablanovo
Gorno Ablanovo (Bulgaars: Горно Абланово) is een dorp in het noorden van Bulgarije. Het dorp maakt onderdeel uit van de gemeente Borovo in de oblast Roese en ligt 221 kilometer ten noordoosten van Sofia. Op 31 december 2019 telde het dorp 882 inwoners.

## Bevolking
In 2019 telde het dorp 882 inwoners, een daling vergeleken met het maximum van 3625 personen in 1946.
|  |

Alle 1081 inwoners reageerden op de optionele volkstelling van 2011. Zo’n 557 personen identificeerden zichzelf als etnische Bulgaren (51,5%), gevolgd door een grote minderheid van de Roma (486 personen; 45%) en 33 Turken (3,1%).
| Etniciteit   | Aantal | %     |
| ------------ | ------ | ----- |
| Bulgaren     | 557    | 51,5% |
| Turken       | 33     | 3,1%  |
| Roma         | 486    | 45%   |
| Overig       | 5      | 0,4%  |
| Respondenten | 1081   |       |

Batin · Borovo · Brestovitsa · Ekzarch Josif · Gorno Ablanovo · Obretenik · Volovo